# هوبير شلافلي
هوبير شلافلي (بالإنجليزية: Hubert Schlafly)‏ هو مخترِع أمريكي، ولد في 14 أغسطس 1919 في سانت لويس في الولايات المتحدة، وتوفي في 20 أبريل 2011 في ستامفورد في الولايات المتحدة.